# Alessandro Achillini
Alessandro Achillini, född 20 oktober 1463 i Bologna, död 2 augusti 1512, var en italiensk läkare och filosof.
Achillini gjorde några anatomiska upptäckter och författade flera för sin tid viktiga medicinska skrifter. Som tänkare lutade han åt panteismen och drev satsen om en kollektiv, opersonlig själarnas odödlighet (De universalibus, 1501). Arbetet De subjecto chiromantiæ et physiognomiæ (1503) visar honom som en föregångare till Lavater och Gall.